# The Delicious Little Devil
The Delicious Little Devil is een Amerikaanse dramafilm uit 1919 onder regie van Robert Z. Leonard. Destijds werd de film in Nederland uitgebracht onder de titel Drie mannen om één vrouw.

## Verhaal
Een arme vrouw raakt haar baan kwijt. Ze wordt gedwongen om als danseres te gaan werken in een club. Daar wordt ze verliefd op de zoon van een miljonair. Zijn vader denkt dat ze alleen maar uit is op het familiefortuin.

## Rolverdeling
| Acteur               | Personage          |
| -------------------- | ------------------ |
| Mae Murray           | Mary McGuire       |
| Richard Cummings     | Oom Barney         |
| Harry L. Rattenberry | Pat McGuire        |
| Edward Jobson        | Michael Calhoun    |
| Rudolph Valentino    | Jimmy Calhoun      |
| Bert Woodruff        | Musk               |
| Martha Mattox        | Zijn vrouw         |
| William V. Mong      | Larry McKean       |
| Ivor McFadden        | Percy              |
| Bertram Grassby      | Hertog de Sauterne |